# Rio Călimănel (Mureş)
O Rio Călimănel é um rio da Romênia, afluente do Rio Mureş, localizado no distrito de Harghita.